# Dabbeghatta, Turuvekere
Dabbeghatta là một làng thuộc tehsil Turuvekere, huyện Tumkur, bang Karnataka, Ấn Độ.